# Taylor Rain
Taylor Rain aka Nikki Starr, född 16 augusti, 1981 i Long Beach i Kalifornien, är en amerikansk porrskådespelerska. Enligt egen utsago läste hon till flygvärdinna vid Cypress College, men tänkte om efter 11 september-attackerna och valde istället att gå in i porrbranschen. Hon har medverkat i över 200 porrfilmer och är välkänd för sina förmågor inom analsex, inte minst genom filmer som Elastic Ass Taylor Rain där hon demonstrativt för in hela handen och andra stora föremål i rumpan. Hennes mest sedda filmklipp på webbsidan YouPorn uppgår till över sju miljoner visningar. Det mest sedda filmklippet på den konkurrerande sidan PornHub uppgår till över 20 miljoner visningar.
Taylor är en av de få större amerikanska porrstjärnorna som undvikit lesbiska scener nästan helt. De fåtal undantag hon gjort har först och främst varit i scener för VCA vilka alla inkluderade större grupper kvinnor samtidigt och i en lesbisk trekant i Penetration Nation (gjord av Defiance Films 2005). Scenen i Penetration Nation var en av den filmens starkaste försäljningsargument.
Hon har också varit starkt emot att göra scener med svarta män och har aldrig gjort en sådan scen, vilket sägs bero på hennes fars starka ogillande av att "olika raser umgås" och att Taylor inte vill göra honom mer upprörd än nödvändigt.
I december 2005 gick Rain ut med ett meddelande att hon slutar som aktiv skådespelare och istället koncentrerar sig på sin webbsida och att regissera.